# Claudia Dalbert

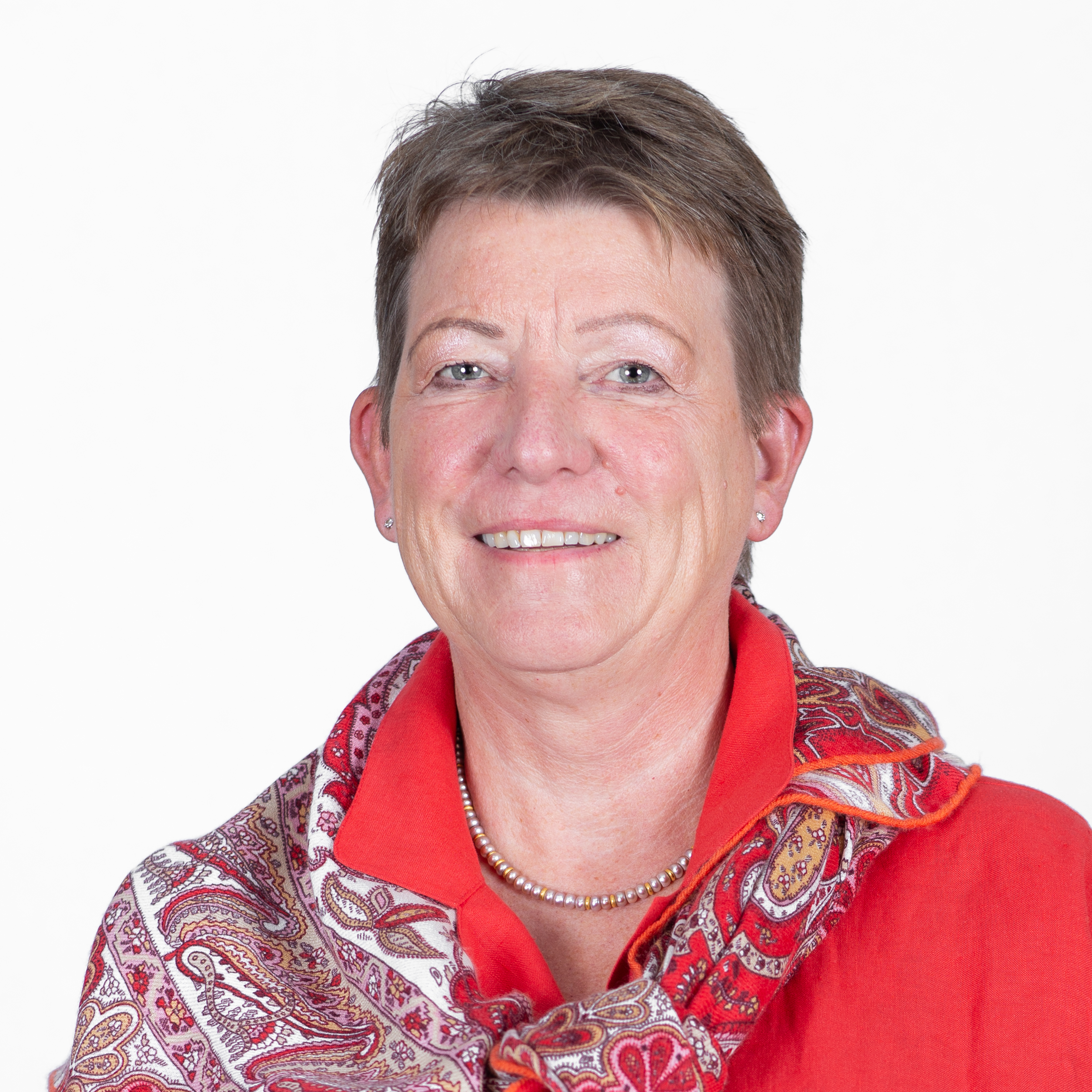
Claudia Dalbert (2018)

Claudia Dalbert (* 9. August 1954 in Köln) ist eine deutsche Psychologin, Hochschullehrerin an der Martin-Luther-Universität Halle-Wittenberg sowie Politikerin (Bündnis 90/Die Grünen). Von 2016 bis 2021 war sie im Kabinett Haseloff II Ministerin für Umwelt, Landwirtschaft und Energie sowie 2. Stellvertreterin des Ministerpräsidenten von Sachsen-Anhalt.

## Hochschule
Von 1973 bis 1979 studierte sie Psychologie an der Universität Trier. In Trier erfolgte 1987 ihre Promotion. Von 1979 bis 1995 arbeitete sie als wissenschaftliche Mitarbeiterin an verschiedenen Hochschulen. 1995 folgte ihre Habilitation an der Universität Tübingen. In der Zeit von 1995 bis 1998 war sie Vertretungsprofessorin an der Universität Kaiserslautern. Von 1998 bis 2016 war sie als Professorin für Pädagogische Psychologie an der Martin-Luther-Universität in Halle (Saale) tätig. Seit dem Landtagseinzug 2011 ruhte die Professur bis 2016. Von Januar 2022 bis Oktober 2023 hat sie übergangsweise die Leitung des Leibniz-Instituts für Psychologie (ZPID) übernommen.

## Politik
In den 1970er Jahren war Dalbert politisch in der Sozialistischen Unabhängigen StudentenInitiative aktiv. 2007 trat sie der Partei Bündnis 90/Die Grünen bei. Noch im gleichen Jahr wurde sie Beisitzerin im Vorstand der Partei im Stadtverband Halle (Saale). 2008 wurde sie Sprecherin der Landesfachgruppe Bildung des Landesverbandes Sachsen-Anhalt. Auf dem 24. Landesparteitag 2008 in Köthen wurde sie mit 83,0 % zur Landesvorsitzenden neben dem Co-Vorsitzenden Christoph Erdmenger gewählt. Als Schwerpunkt-Thema ihres Wirkens benannte sie die Bildungspolitik. 2010 wurde sie in ihrem Amt für zwei weitere Jahre bestätigt.
Claudia Dalbert kandidierte bei der Bundestagswahl 2009 im Bundestagswahlkreis Halle als Direktkandidatin und erzielte 8,1 % der Erststimmen.
Für die Landtagswahl in Sachsen-Anhalt 2011 und 2016 wurde sie von ihrer Partei zur Spitzenkandidatin nominiert, zog in den Landtag ein und war bis zu ihrer Ernennung zur Ministerin Vorsitzende der Landtagsfraktion. Am 26. April 2016 erklärte Dalbert gegenüber dem Präsidenten des Landtages von Sachsen-Anhalt ihren Verzicht auf das Abgeordnetenmandat, nachdem sie tags zuvor zur Ministerin für Umwelt, Landwirtschaft und Energie ernannt worden war. Als Ersatzperson zog am 4. Mai 2016 Wolfgang Aldag aus dem Landeswahlvorschlag Bündnis 90/Die Grünen in den Landtag ein. Ihre Ämter hatte Dalbert bis zur Amtsübernahme des Kabinetts Haseloff III am 16. September 2021 inne.
Vom 13. Mai 2016 bis zum 16. September 2021 war Dalbert Mitglied der Landesregierung, zweite stellvertretende Ministerpräsidentin und ordentliches Mitglied des Bundesrates, sie war auch ordentliches Mitglied in der Kommission Lagerung hoch radioaktiver Abfallstoffe (Endlagerkommission) gemäß § 3 Standortauswahlgesetz. Sie gehörte für 8 Jahre der Mitgliederversammlung der Heinrich-Böll-Stiftung an und ist Mitglied des Vorstands der Heinrich-Böll-Stiftung Sachsen-Anhalt.

## Schriften (Auswahl)
- Über den Umgang mit Ungerechtigkeit. Eine psychologische Analyse. Huber, Bern 1996.
- The justice motive as a personal ressource: Dealing with challenges and critical life events. Kluwer Academic/Plenum Publishers, New York 2001.
- mit H. Sallay (als Hrsg.): The justice motive in adolescence and young adulthood: Origins and consequences. Routledge, London 2004.